# Creed II
Creed II – amerykański dramat filmowy z 2018 w reżyserii Stevena Caple Jra., będący kontynuacją filmu Creed: Narodziny legendy z 2015 roku i jednocześnie ósmą częścią serii o Rocky’m Balboa. Film zarobił obecnie 69 milionów dolarów.

## Fabuła[4]
Nowy mistrz wagi ciężkiej Adonis Creed, trenujący pod opieką Rocky’ego, stawia czoła Viktorowi, synowi znanego z czwartej części Rocky’ego legendarnego radzieckiego boksera Ivana Drago, będącego osobą pośrednio związaną z tragedią, która dotknęła niegdyś rodzinę młodego Creeda.

## Obsada[5]
- Michael B. Jordan jako Adonis „Donnie” Johnson Creed
- Sylvester Stallone jako Rocky Balboa
- Tessa Thompson jako Bianca
- Phylicia Rashad jako Mary Anne Creed
- Dolph Lundgren jako Ivan Drago
- Florian Munteanu jako Viktor Drago
- Wood Harris jako Tony „Little Duke” Evers
- Brigitte Nielsen jako Ludmilla Drago, ex-żona Ivana, matka Viktora, która porzuciła go w okresie niemowlęcym[6]